# لمفوما الخلايا التائية الناضجة
لمفوما الخلايا التائية الناضجة أو لمفوما الخلايا التائية المحيطية، هو نوع نادر وخبيث من أورام الخلايا التائية، تتطور انطلاقًا من خلايا الدم البيضاء الناضجة، وتتشكل في الأنسجة اللمفية خارج نقي العظم، تصنف ضمن لمفوما لا هودجكن. تمثل لمفوما الخلايا التائية الناضجة 10% إلى 15% من جميع الأورام اللمفاوية، وهي أكثر شيوعًا في آسيا منها في أوروبا وأمريكا. تشمل الأنواع الفرعية الشائعة، لمفوما الخلايا التائية ذات الأرومات المناعية الوعائية، واللمفوما الكشمية كبيرة الخلايا، واللمفوما المحيطية التائية غير المحددة بطريقة أخرى. تختلف الأعراض تبعًا لنوع اللمفوما، وتشمل الأعراض الشائعة: تضخم غير مؤلم للعقد الليمفاوية، والحمى، وفقدان الوزن، والطفح الجلدي، والتعرق الليلي.
ترتبط بعض أنواع لمفوما الخلايا التائية الناضجة بالتعرض الفيروسي والطفرات الجينية. تشخص بالفحص السريري والفحوص الطبية المساعدة كالخزعة، والمسح المقطعي بالإصدار البوزيتروني، والتصوير المقطعي المحوسب للعقدة الليمفاوية المتضخمة. تتضمن خيارات المعالجة العلاج الكيميائي، والأدوية، والعلاج بزراعة الخلايا الجذعية الذاتية، والفصادة الضوئية خارج الجسم. يختلف العلاج تبعًا لنوع اللمفوما المشخصة.

## العلامات والأعراض
تختلف علامات وأعراض لمفوما الخلايا التائية الناضجة باختلاف نوعها، وتختلف أعراض النوع نفسه من شخص إلى آخر، وتضم الأعراض العقدية والأعراض العامة. تشمل الأعراض العقدية تورم العقد الليمفاوية في الرقبة والإبط أو الفخذ، وهي شائعة الحدوث. تضم الأعراض العامة تظاهرات الأعضاء خارج الجهاز اللمفاوي، وتشمل تضخم الطحال وآلام البطن والطفح الجلدي. تعتبر الحمى والتعرق الليلي وفقدان الوزن غير المفسر من الأعراض الشائعة أيضًا. تسمى هذه الأعراض بالأعراض من الصنف ب. تعتبر لمفوما الخلايا التائية الناضجة من الأورام السريعة النمو وتشخص غالبًا في مراحل متأخرة. يتظاهر المرض لدى معظم المرضى بمراحل متقدمة (المرحلة الثالثة والرابعة) ودرجات عالية في مشعر الإنذار الدولي (IPI). تظهر بعض الأعراض الخاصة بالأنواع الفرعية كاعتلال العقد اللمفية المنتشر، وتضخم الكبد والطحال في لمفوما الخلايا التائية ذات الأرومات المناعية الوعائية، والأورام الجلدية في اللمفوما الجلدية تائية الخلايا.

## الأسباب
ترتبط لمفوما الخلايا التائية الناضجة بالتعرض الفيروسي والطفرات الجينية.

### التعرض الفيروسي
يرتبط حدوث لمفوما الخلايا التائية الناضجة بالتعرض لفيروس إبشتاين بار (EBV) أو فيروس تي- الليمفاوي البشري من النوع الأول. لوحظ ظهور خلايا تائية سرطانية مصابة بفيروس إيبشتاين بار لدى حوالي 30% من مرضى اللمفوما المحيطية تائية الخلايا غير المحددة بطريقة أخرى، أدى ذلك إلى تصنيفها ضمن أمراض التكاثر اللمفاوي المرافقة لفيروس إبشتاين بار. يصاب حوالي 5% من حاملي فيروس تي- الليمفاوي البشري من النوع الأول بلمفوما أو ابيضاض الدم تائي الخلايا، يحدث الورم بعد فترة كمون طويلة من التعرض الفيروسي. يشفر هذا الفيروس البروتينات الفيروسية التي تسهل التكاثر الخلوي للخلايا المصابة. تتراكم الخلايا غير الطبيعية خلال فترة الكمون، ويؤدي إلى الإصابة بلمفوما/ابيضاض الدم تائي الخلايا لدى البالغين.

### الطفرات الجينية
حددت الأبحاث الحديثة الطفرات التي ترافقت مع أنواع فرعية من لمفوما الخلايا التائية الناضجة. وجدت طفرات في جين (TET2) وجين (IDH2) لدى مرضى لمفوما الخلايا التائية ذات الأرومات المناعية الوعائية. أدى تفعيل الطفرة (TET2) لدى الفئران إلى فقدان وظيفة الجين وخلل تكون الدم، بالإضافة إلى تشوهات الخلايا اللمفاوية والنقوية. تغير طفرات IDH2 وظيفة إنزيم هيدروجيناز إيزوسترات، ما يؤدي إلى إنتاج هيدروجيناز غلوتيرات دي-2، وهو مركب استقلابي نادر يحفز التكاثر الخلوي ويؤدي إلى تطور الورم. وجدت طفرات TET2 وIDH2 في الخلايا الورمية لدى مرضى لمفوما الخلايا التائية ذات الأرومات المناعية الوعائية، ما يقترح وجود صلة بين الطفرات وهذا النوع الفرعي من لمفوما الخلايا التائية.

## التشخيص
يجرى الفحص السريري للعقدة الليمفاوية المشتبهة، ثم تجرى الفحوص الطبية المساعدة للتأكد من تشخيص اللمفوما وتحديد شدة الإصابة. يصعب تشخيص لمفوما الخلايا التائية الناضجة، ويشخص 10% على الأقل من المرضى بشكل خاطئ في المختبرات المحلية.

### الخزعة
الخزعة هي اختبار طبي شائع يتضمن استئصال عينة نسيجية أو خلوية والبحث عن وجود خلايا غير طبيعية أو مرضية. تجرى الخزعة الاستئصالية للكشف عن لمفوما الخلايا التائية الناضجة من خلال إزالة العقدة الليمفاوية بأكملها. قد تكون الخزعة الأولية غير كافية، تجرى حينها فحوص طبية في مواقع متعددة لتأكيد التشخيص.
يخدر المريض قبل استئصال العقدة الليمفاوية. وتجرى الاختبارات الدموية وتعداد الخلايا لتحديد العلاج الأنسب للمريض. يساعد التصوير المقطعي بالإصدار البوزيتروني والتصوير المقطعي المحوسب في تسهيل العملية من خلال تحديد موقع العقدة الليمفاوية.
تعالج الأنسجة بعد الاستئصال وتفحص تحت المجهر للبحث عن الخلايا اللمفاوية الورمية. تشمل ميزات العقد الليمفاوية ما يلي: 
- الخلايا الورمية مع النواة والسيتوبلازم الصافية.
- النموذج المنتشر.
- الجريبات غير النموذجية.
- الخلايا الورمية من نوع CD3 +

تتشكل الخلايا الدموية في نخاع العظم. تُستخدم خزعة نخاع العظم لاكتشاف الانتشار الورمي، أو ما يعرف في علم الأمراض بتحديد مرحلة الورم. تستغرق العملية حوالي 10-15 دقيقة، وتتطلب أخذ عينات نخاع العظم لعظم الورك وتحديد وجود الخلايا الورمية.

## المعالجة
تتوفر أنواع مختلفة من العلاج، يعتمد اختيار العلاج على النوع الفرعي للمفوما الخلايا التائية الناضجة.

### العلاج الكيميائي
يستخدم العلاج الكيميائي كعلاج أولي بشكل شائع، يمنع نمو الخلايا الورمية في الجسم بشكل سريع. يتبع نظام العلاج الكيميائي المركب المعروف باسم CHOP لعلاج للمفوما، ويتضمن: 
- سيكلوفوسفاميد: يساعد على كبت الاستجابة المناعية والتحكم السريع في المرض.
- هيدروكسي دانوروبسين (دوكسوروبين): يثبط الإنزيم المسؤول عن تعزيز النمو والانقسام الخلوي.
- الفينكريستين (أونكوفير): يمنع انقسام الخلية السرطانية ويثبط نموها.
- بريدنيزون: يثبط الجهاز المناعي.

يتضمن العلاج الكيميائي استخدام مواد كيميائية قوية. ويؤدي إلى ظهور العديد من الآثار جانبية. يجب مراقبة وظائف الكلى والقلب عن كثب بسبب خطورة الانسمام. قد تؤدي الجرعات العالية من العلاج الكيميائي إلى أذية نخاع العظم، يُنصح حينها باستخدام العلاج بالخلايا الجذعية الذاتية.

## الأدوية
تشمل الأدوية الشائعة المستخدمة لعلاج لمفوما الخلايا التائية الناضجة: برالاتريكسات (فوتولين)، وبرنتوكسيماب فيدوتين (أداكتريز)، وروميديبسين (إزتوداكس).
برالاتريكسات هو أول دواء معتمد لعلاج اللمفوما من قبل إدارة الغذاء والدواء (FDA) في عام 2009. أثبت أنه يقلل من حجم الأورام اللمفاوية. يزداد نشاط الناقل الغشائي للفولات (RFC-1) من النوع 1 في الخلايا السرطانية لإنتاج كمية كافية من حمض الفوليك، وتأمين متلطبات التكاثر الخلوي السريع. يُعرف حمض الفوليك أيضًا بفيتامين B9، ويستخدم في تركيب الحمض النووي، والحمض النووي الريبي، واستقلاب الأحماض الأمينية اللازمة لانقسام الخلايا. برالاتركسات هو دواء مضاد للفولات يشابه تركيبه المستقلبات الطبيعية المسؤولة عن تركيب الحمض النووي، يرتبط البرالاتريكسات بالناقل RFC-1، ما يمنع الإنزيمات من الارتباط به، ويتوقف على إثره تركيب الحمض النووي مؤديًا إلى موت الخلية.
اعتمدت إدارة الغذاء والدواء الأمريكية (FDA) دواء برنتوكسيماب فيدوتين لعلاج لمفوما الخلايا التائية في عام 2018. يستخدم بشكل أساسي في علاج اللمفوما الكشمية كبيرة الخلايا. يحتوي على أضداد وحيدة النسيلة (cAC10) ترتبط ببروتين الغشاء CD30. ينتج عن هذا الارتباط تشكيل مونومثيل أوريستاتين إي، وهو مثبط تفتيلي يمنع الانقسام ويعاكس الفعالية الورمية. تندمج الحويصلات الدوائية مع الجسيمات الحالة، التي تكسر رابطة فالين سيترولين بين الدواء ومونومثيل أوريستاتين إي، وينطلق الأخير مكان الورم. يملك برنتوكسيماب فيدوتين فعالية عالية، ويؤدي إلى انكماش الورم لدى 97% من المرضى، يحدث انكماش يزيد عن 50% من حجم الورم لدى 87% من المرضى.